# Юніверсіті (округ Гіллсборо, Флорида)
Юніверсіті (англ. University) — переписна місцевість (CDP) в США, в окрузі Гіллсборо штату Флорида. Населення — 50 893 особи (2020).

## Географія
Юніверсіті розташоване за координатами 28°4′37″ пн. ш. 82°26′0″ зх. д. / 28.07694° пн. ш. 82.43333° зх. д. (28.076942, -82.433319).  За даними Бюро перепису населення США в 2010 році переписна місцевість мала площу 17,26 км², з яких 16,64 км² — суходіл та 0,63 км² — водойми.

## Демографія
Згідно з переписом 2010 року, у селищі мешкали 41 163 особи в 18 074 домогосподарствах у складі 7281 родини. Густота населення становила 2384 особи/км².  Було 22748 помешкань (1318/км²).
Расовий склад населення:
| - 50,0 % — білих - 32,8 % — чорних або афроамериканців - 3,8 % — азіатів - 0,6 % — корінних американців - 0,1 % — вихідців з тихоокеанських островів - 8,8 % — осіб інших рас |

До двох чи більше рас належало 4,0 %. Частка іспаномовних становила 29,1 % від усіх жителів.
За віковим діапазоном населення розподілялося таким чином: 20,0 % — особи молодші 18 років, 71,5 % — особи у віці 18—64 років, 8,5 % — особи у віці 65 років та старші. Медіана віку мешканця становила 26,7 року. На 100 осіб жіночої статі у селищі припадало 94,1 чоловіків;  на 100 жінок у віці від 18 років та старших — 91,3 чоловіків також старших 18 років.
Середній дохід на одне домашнє господарство  становив 32 366 доларів США (медіана — 22 432), а середній дохід на одну сім'ю — 35 617 доларів (медіана — 25 296). Медіана доходів становила 25 690 доларів для чоловіків та 25 389 доларів для жінок. За межею бідності перебувало 43,0 % осіб, у тому числі 52,0 % дітей у віці до 18 років та 27,7 % осіб у віці 65 років та старших.
Цивільне працевлаштоване населення становило 18 351 особа. Основні галузі зайнятості: освіта, охорона здоров'я та соціальна допомога — 22,6 %, мистецтво, розваги та відпочинок — 19,3 %, роздрібна торгівля — 12,7 %, науковці, спеціалісти, менеджери — 12,7 %.